# Justus Hiddes Halbertsma

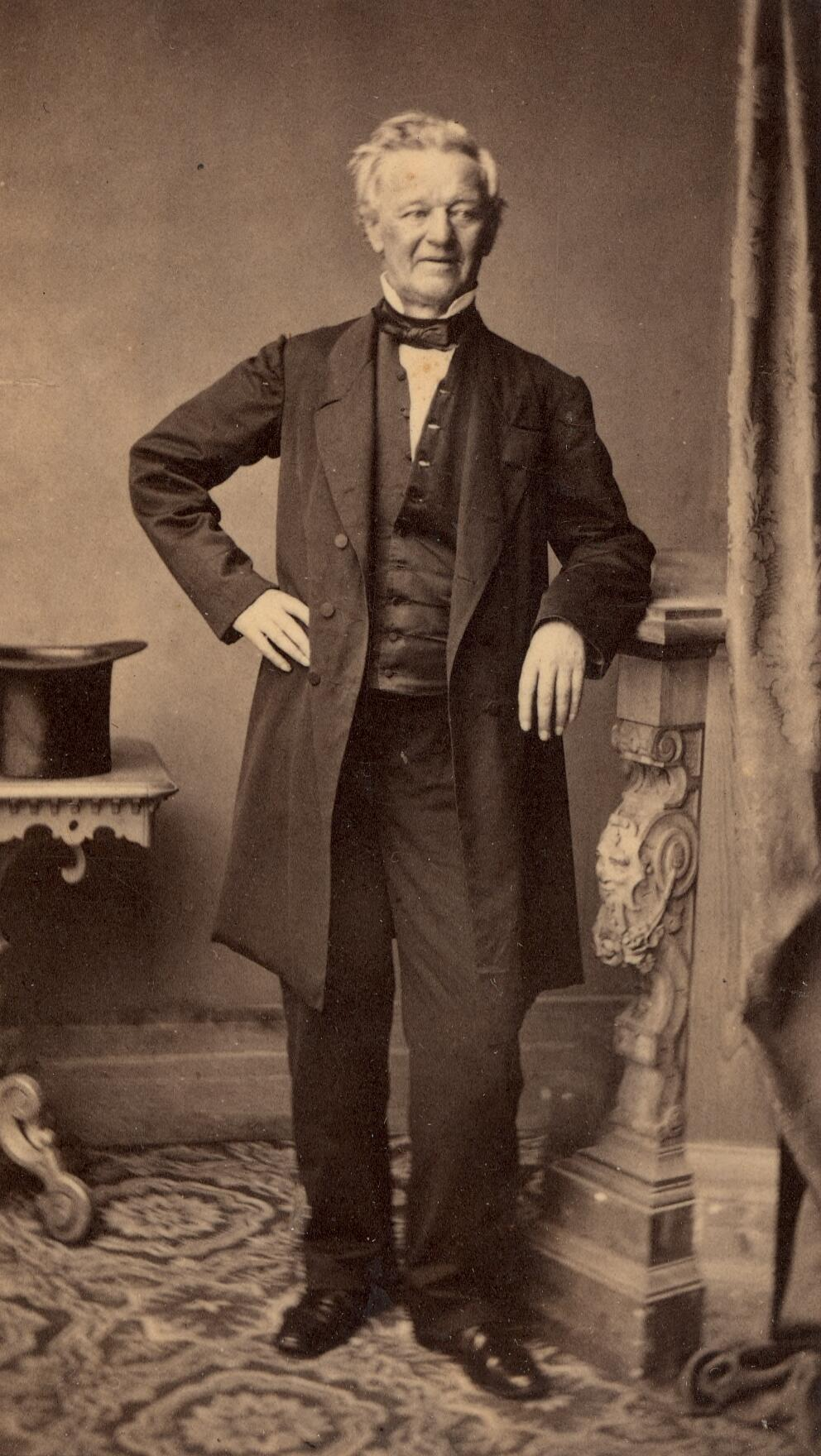
Justus Hiddes Halbertsma

Justus bzw. Joast Hiddes Halbertsma (* 23. Oktober 1789 in Grou bei Leeuwarden; † 27. Februar 1869 in Deventer) war ein niederländisch-friesischer Philologe und mennonitischer Prediger.

## Leben
Halbertsma studierte Theologie und wurde anschließend Pastor in mennonitischen Gemeinden in Bolsward und später in Deventer. 1858 gab Halbertsma eine erste friesische Übersetzung des Matthäusevangeliums heraus und setzte 1834 erste Ansätze für eine verbindliche Orthografie des Westfriesischen. Als Literarhistoriker schrieb er mehrere Abhandlungen unter anderem in zwei Bänden über den friesischen Renaissance-Dichter Gysbert Japicx (Hulde aan Gijsbert Japiks).
Zusammen mit seinen Brüdern Eeltsje und Tsjalling Hiddes Halbertsma rief er die Bewegung der neufriesischen Literatur ins Leben (De Fryske Beweging). Sie waren unter den ersten, die die Ideen der Romantik direkt mit friesischen Volkserzählungen kombinierten. Ihre Sammlung Rimen en Teltsjes (Gedichte und Geschichten) ist bis heute ein westfriesischer Klassiker. 1822 erschien erstmals die friesische Liedersammlung De Lapekoer fen Gabe Scroar (Der Lappenkorb von Schneider Gabe).

## Werke in Auswahl
- (Hrsg.): Lectio publia Tiberii Hemsterhusii de originibus Linguae Graecae.